# Chiesa del Sacro Cuore di Gesù (Parre)
La chiesa del Sacro Cuore di Gesù è la parrocchiale di Ponte Selva frazione del comune di Parre, situata in via Chiesa 12. in provincia e diocesi di Bergamo, fa parte del vicariato di Clusone-Ponte Nossa.

## Storia
Nell'Ottocento la famiglia Pozzi aveva industrializzato il territorio di Ponte Nossa con l'apertura della manifattura tessile, l'assunzione di mano d'opera con conseguente forte incremento demografico sul territorio. La famiglia di industriali aveva costruito un villaggio per ospitare gli operai, un convitto per le giovani, scuole e asili per le famiglie.  Questo portò alla costruzione anche di un edificio di culto nella frazione di Ponte Selva che ne era sprovvista. Inizialmente la famiglia Pozzi aveva edificato nella località una piccola edicola.
La cappella fu ampliata a chiesa con inizio dei lavori nel 1925 e terminati due anni dopo. Nel 1927 la chiesa si presentava in stile neogotico, ed elevata a parrocchiale con l'intitolazione al Sacro Cuore di Gesù, dal vescovo di Bergamo Adriano Bernareggi il 1º ottobre 1940, reso esecutivo il 5 ottobre. Nel 1969 fu posto il nuovo altare rivolto verso l'aula in marmo policromo, rispondente all'adeguamento liturgico delle chiese. La consacrazione con la conferma dell'intitolazione, avvenne il 4 aprile 1971 dal vescovo Clemente Gaddi che fece dono alla chiesa delle reliquie poi sigillate nell'altare maggiore dei santi Pietro, Paolo, Alessandro di Bergamo e Domenico.
L'edificio subì dei danni di usura nel 1980 con la caduta del dipinto a fresco posto nella lunetta sopra l'ingresso, questo portò alla visione di un affresco precedente, probabilmente coperto durante la costruzione degli anni trenta del Novecento. Fu lasciato quest'ultimo e quello precedente conservato nel locale della sagrestia.

## Descrizione
L'edificio di culto è anticipato dal piazzale con pavimentazione in sanpietrini di porfido e facciata in stile neogotico. Due coppie di lesene con basi e capitelli che terminano in guglie. il portale centrale riprende il medesimo stile architettonico, con la copertura a due falde e due edicole a guglia poste lateralmente. Due piccole finestre sono poste a lato del portale.
L'interno della chiesa a pianta rettangolare a tre navate divise da quattro colonne per lato complete di zoccolo e coronate da capitelli d'ordine ionico. 
La zona presbiteriale si presenta a pianta poligonale.